# Periandro
Periandro (in greco antico: Περίανδρος?, Períandros; fl. VII-VI secolo a.C. 585 circa o 540 a.C. circa) è stato un filosofo greco antico.

## Biografia
Periandro fu il secondo tiranno di Corinto, figlio del primo tiranno Cipselo, al quale successe nel 585 a.C., secondo la data maggiormente accreditata tra gli storici. Tramite la nonna paterna Labda discendeva dai nobili Bacchiadi, ex dominatori della città. Per la sua intelligenza e saggezza, anche se in lui alcuni associano la figura di un tiranno crudele, fu annoverato come uno dei sette sapienti.
La datazione del regno di Periandro si divide principalmente in due correnti, variamente sostenute: l'una accetta una "datazione alta" per la tirannide di Periandro (indicativamente 627 a 585 a.C.); e l'altra, sostenuta esclusivamente dalla testimonianza di Erodoto, prevede una "datazione bassa" (indicativamente 580 a 540 a.C.) per primo sostenuta dallo storico tedesco Julius Beloch agli inizi del XX secolo.
La cronologia alta si fonda sulle testimonianze di Diogene Laerzio (Vite dei filosofi, I, 95-98), Eusebio (Chronicon, Olimpiade 38) e sulla Suda (alla voce Περίανδρος).
Come smentita per la cronologia alta, è presente la testimonianza di Erodoto (V, 94-95), che nel passo delle sue Storie lascia intendere che Periandro era ancora tiranno di Corinto al tempo dell'ascesa di Pisistrato ad Atene, dopo il primo esilio, e cioè durante gli anni 540 a.C. La tradizione diretta del testo erodoteo non presenta ambiguità al proprio interno e si presta a una chiara traduzione. Così scrive lo storico di Alicarnasso:
(Erodoto, Storie, V, 94-95.)
Il passo, che fa diventare coevi Pisistrato e Periandro, è attribuibile, stando al progressivo procedere nel tempo della narrazione di Erodoto, a una data compresa tra il 511 e il 500 a.C. (con buona probabilità il 506 a.C.).
Periandro si occupò di potenziare il commercio, attività cui la città di Corinto era particolarmente votata: a lui si deve l'ammodernamento del porto della città, con la costruzione del Diolkos, una rampa che permetteva alle navi il passaggio dell'istmo di Corinto, evitando il periplo del Peloponneso. Grazie agli introiti derivati dal pedaggio Periandro abolì il pagamento delle tasse. Fondò Potidea in Calcidica, che esportava in Tracia, e Apollonia in Illiria.
Strinse alleanze e intrattenne rapporti con altri tiranni, forse per evitare possibili ripristini dei precedenti regimi oligarchici: oltre al suocero Procle, tiranno di Epidauro (che in seguito depose), notevole è il rapporto con Trasibulo, tiranno di Mileto, che ebbe secondo Erodoto notevole influenza sul suo modo di tenere il potere. 
Fornì mercenari al faraone Psammetico. Proprio suo nipote fu chiamato con il nome di questo faraone.
Funse da arbitro nella guerra del Sigeo tra Ateniesi e Mitilenesi, decidendo per l'assegnazione ai primi del possesso del forte.
Fu mecenate: sotto la sua protezione era il poeta lesbico Arione di Metimna.
Dopo aver governato per quarant'anni, lasciò il potere al nipote Psammetico.
Nelle fonti emerge soprattutto la crudeltà di Periandro, soprattutto rispetto alla relativa mitezza del padre. 
Per consiglio del tiranno Trasibulo di Mileto uccise o deportò quanti fra quelli che potevano sperare di rovesciare i Cipselidi erano stati risparmiati dal padre. 
Periandro aveva sposato Liside, la figlia del tiranno di Epidauro, Procle; l'aveva ribattezza per la sua dolcezza Melissa. Con Melissa ebbe due figli, Cipsele (ritenuto indegno del potere) e Licofrone, simile al padre. La moglie era incinta per la terza volta quando, istigato da donne di Corinto, la uccise insieme al bambino.
Inoltre Periandro era necrofilo, lo rende noto la celebre frase "Periandro cuoceva il suo pane in un forno freddo".

## Massime
Di Periandro restano molte massimeː

αʹ Μελέτη τὸ πᾶν. 

βʹ Καλὸν ἡσυχία. 

ςʹ Δημοκρατία κρεῖττον τυραννίδος.

ζʹ Αἱ μὲν ἡδοναὶ θνηταί, αἱ δ᾿ ἀρεταὶ ἀθάνατοι. 

ηʹ Εὐτυχῶν μὲν μέτριος ἴσθι, ἀτυχῶν δὲ φρόνιμος. 

ιαʹ Ζῶν μὲν ἐπαινοῦ, ἀποθανὼν δὲ μακαρίζου.

ιβʹ Φίλοις εὐτυχοῦσι καὶ ἀτυχοῦσιν ὁ αὐτὸς ἴσθι.

ιδʹ Λόγων ἀποῤῥήτων ἐκφορὰν μὴ ποιοῦ. 

ιεʹ Λοιδοροῦ ὡς ταχὺ φίλος ἐσόμενος. 

ιςʹ Τοῖς μὲν νόμοις παλαιοῖς χρῶ, τοῖς δ᾿ ὄψοις προσφάτοις.»

1. Meletē to pān. 

“Pensa al tutto.”

2. “Bella è la tranquillità.”

3. "La democrazia è meglio della tirannia."

6. "I piaceri sono mortali, le virtù invece immortali."

7. "Sii misurato nella buona fortuna, invece sii saggio nelle avversità." 

10. "Cerca la lode mentre sei in vita, e dopo la morte la gloria."

12. "Sii per i tuoi amici lo stesso, sia nella prosperità sia nelle avversità."

14. "Non rivelare i segreti."

15. "Insulta in modo tale, da poter ridivenire nuovamente amico."

16. "Attieniti a leggi vecchie e a cibi freschi."»
(Δημητρίου Φαληρέως τῶν ἑπτὰ σοφῶν ἀποφθέγματα)
Gli viene attribuito il celebre detto «μελέτα τὸ πᾶν», letteralmente "abbi cura del tutto", oggetto nel 1941 di un importante corso di lezioni del filosofo tedesco Martin Heidegger, il quale sviluppò, attraverso la riflessione su questo detto, la tematica della differenza ontologica fra l'essere e l'ente: "aver cura dell'ente nella sua totalità" (così Heidegger intende e traduce il detto di Periandro), significa quindi distogliersi dall'occupazione rivolta a questo o quell'altro ente e volgersi invece a ciò che, in ciascun ente così come nell'ente inteso nel suo insieme, manifesta la sua pienezza: ovvero l'essere.